# キミはどんとくらい
キミはどんとくらいは、立花理佐の3作目のシングルである。1987年10月14日発売。TBS系木曜ドラマ『ヨーシいくぞ!』主題歌、東芝暖房器具イメージ・ソング。

## 解説
- 第29回日本レコード大賞・最優秀新人賞、第18回日本歌謡大賞・優秀放送音楽新人賞など、数々の新人賞を獲得。
- 当時は立花のバックダンサーとして、ブレイク前のホンジャマカの石塚英彦がマスクを被って踊っていた。
- TBSテレビ「ザ・ベストテン」へは、「疑問」「大人はわかってくれない」に続き、1987年10月29日に第10位で1週間のみランクイン。
- リリース翌年の2月に放映された、宮下あきら原作の『魁!!男塾』アニメ版（第1話）作中で、登場人物の1人である松尾鯛雄（声:松田重治）が、当曲の歌い出しの部分を歌うシーンが存在する（漫画原作ではマイケル・ジャクソンのスリラー）。

## 収録曲
1. キミはどんとくらい
作詞：真名杏樹 作曲・編曲：山川恵津子
TBS系木曜ドラマ『ヨーシいくぞ!』主題歌
東芝暖房器具TV-CFソング
2. 17%のKISS
作詞：秋元康 作曲：井上ヨシマサ 編曲：小野沢篤

## 収録作品
オリジナルアルバム
- 初恋神話（2ndアルバム）

キミはどんとくらい
ベストアルバム
- 理佐発見 〜RISA COLLECTION〜

キミはどんとくらい
17%のKISS
- GOLDEN☆BEST 立花理佐

キミはどんとくらい
17%のKISS
- NEW BEST 1500 立花理佐

キミはどんとくらい